# Hendrik Timmer
Hendrik ("Henk") Timmer (pronunciación en neerlandés: [ˈɦɛn.drɪk ˈtɪmər.]; 8 de febrero de 1904 – 13 de noviembre de 1998) fue un deportista neerlandés que jugó principalmente al tenis. Nacido en Utrecht, Timmer también ganó torneos de golf, se convirtió en campeón neerlandés de squash y jugó al bádminton y al hockey. Falleció a los 94 años en Bilthoven, cuatro días antes que su antigua compañera de dobles Kea Bouman. Además de ser campeón neerlandés de tenis, fue campeón en interiores de Suiza, Gales y Escocia. En 1930, ocupó el puesto 6 el mundo.

## Carrera en el tenis
Comenzó su carrera en el tenis a los 19 años, cuando ganó su primer campeonato nacional neerlandés. Obtuvo su primera victoria internacional sobre Donald Greig en un partido internacional mixto entre los Países Bajos y Gran Bretaña en 1923. Al año siguiente, atrajo la atención internacional cuando participó en el partido por el título de las canchas cubiertas suizas en St. Moritz, derrotando al campeón húngaro Béla von Kehrling en cinco sets. En los Juegos Olímpicos de París de 1924, ganó una medalla de bronce en el evento de dobles mixtos de tenis, junto con Kea Bouman. Participó en el primer Campeonato Británico de Canchas Duras, llegando a los cuartos de final.
Llegó a los cuartos de final del Campeonato de Wimbledon en 1927 y 1929. En ambos años perdió contra el francés, y eventual ganador, Henri Cochet. En 1927, apenas se había recuperado de una fractura de pierna, que sufrió cuatro meses antes del torneo, y perdió en cinco sets, después de ganar los dos primeros sets. En 1929, perdió en tres sets consecutivos. Fue campeón nacional de tenis de los Países Bajos en 9 ocasiones, con dos rachas de cuatro años entre 1927-30 y 1932-35. También ganó ocho títulos nacionales de dobles y cinco títulos de dobles mixtos.

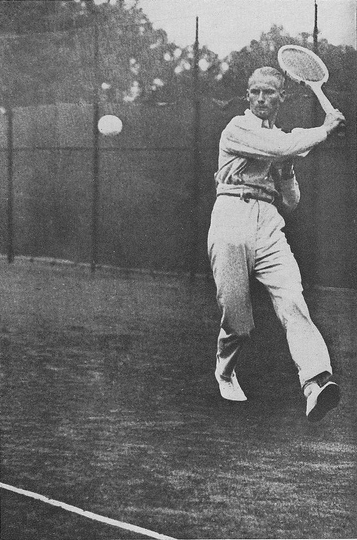
Hendrik Timmer en 1938.

En 1926, fue finalista de dobles mixtos en la edición internacional del campeonato neerlandés, junto con Irma Kallmeyer, pero fueron superados por la pareja de Julie Stroink-Cords y De Beer. En 1929, fue finalista del campeonato internacional neerlandés con su compañero Wilbur Coen, perdiendo contra los campeones estadounidenses Bill Tilden y Frank Hunter. En el mismo torneo, Timmer llegó a la semifinal donde fue eliminado por Hunter en tres sets. Al año siguiente, enfrentó nuevamente a Tilden en una final de dobles sin éxito; esa vez Timmer se asoció con su compatriota Arthur Diemer Kool, mientras que Tilden eligió a Daniel Prenn. También perdió la final de dobles mixtos con Else Støckel contra Roderich Menzel y Margaretha Dros-Canters. Una semana después, se enfrentó nuevamente a Menzel por el trofeo individual del Campeonato del Grand Hotel Panhans en Semmering, donde fue derrotado en tres sets consecutivos. En octubre de 1930, celebró un logro triple en el Campeonato de Canchas Cubiertas de Gales en Llandudno, donde ganó los títulos de individuales, dobles y dobles mixtos. En noviembre, ganó el Campeonato de las Tierras Bajas de Inglaterra en Peebles, llegando a la final de dobles junto con Francis Fisher.
Se perdió toda la temporada de 1931 debido a una enfermedad. A principios de 1932, sufrió neumonía. A mediados de junio, regresó como subcampeón del Campeonato del Queen's Club, perdiendo contra Jack Crawford en cuatro sets. En Liverpool, en el torneo del Norte, ganó el título al derrotar al favorito local Nigel Sharpe. Ese mismo año, jugó su primera final internacional neerlandesa contra von Kehrling, pero no logró ganar. Al año siguiente, buscó nuevamente el título pero fue detenido por segunda vez por Giorgio de Stefani en una final de cuatro sets. Timmer encontró consuelo en el concurso de dobles, donde él y von Kehrling se vengaron al derrotar a de Stefani y George Lyttleton-Rogers, ganando el título. La clave de su forma ganadora fue que Timmer superó su conocido saque débil. También en 1933, participó en el Campeonato del Oeste de Inglaterra, perdiendo únicamente ante Daniel Prenn en la final. En el Campeonato Internacional Neerlandés de 1934, Timmer fue eliminado temprano en la semifinal por Hermann Artens. Tampoco tuvo éxito en retener el título de dobles con von Kehrling, ya que el dúo austríaco de Artens y Georg von Metaxa ganó ese título también. Tuvo que saltarse la temporada de 1937 debido a un reumatismo en el hombro. Jugó uno de sus últimos partidos en 1938 contra Kenneth Gandar-Dower, una victoria en solo dos sets. 

## Estilo de juego
Su principal arma era su revés puro y fuerte. Su única debilidad era su servicio, un golpe que carecía de fuerza y carácter. En 1934, Harry Hopman lo nombró "uno de los mejores jugadores de canchas duras del mundo". Bill Tilden elogió su técnica de golpe y lo describió como un jugador de toda la cancha, que adoptaba un estilo de tenis "francés". Timmer se consideraba a sí mismo un jugador de línea de base. Fue entrenado por el exjugador de la Copa Davis Gerard Scheurleer. Practicaba tres veces a la semana con su compañero de la Copa Davis, Christiaan van Lennep.

## Otros logros deportivos
En 1941, ganó el campeonato nacional de squash. En patinaje de velocidad, completó el Elfstedentocht tres veces. En golf, ganó la Copa De Golfbag de Noordwijk en 1934. Al año siguiente, ganó el primer premio del Noordwijk Golf Club en un torneo de bogey de 18 hoyos. Durante su carrera en el golf, reclamó diez títulos de golf.

## Vida personal
Timmer nació el 8 de febrero de 1904, hijo de un padre profesor de inglés. Su esposa era Annetje Timmer. Trabajó como agente de seguros para una compañía importante. Además de jugar al tenis, también entrenó gratuitamente a la realeza neerlandesa, incluida Juliana de los Países Bajos.